# Pantydia recondita
Pantydia recondita là một loài bướm đêm trong họ Erebidae.